# Ashton Kutcher
Christopher Ashton Kutcher (n. 7 februarie 1978) este un actor american, comediant, producător, fost model, care a intrat în atenția publicului odată cu sitcomul That '70s Show, unde interpreta rolul personajului Michael Kelso.

## Biografie
A produs reality show-urile și producțiile de televiziune Beauty and the Geek și Room 401. Au urmat lungmetrajele Dude, Where's My Car?, Just Married, The Butterfly Effect, The Guardian și What Happens in Vegas, care i-au adus celebritatea. S-a născut în Iowa,  tatăl său, Larry Kutcher, fiind muncitor în fabrică, iar mama sa, Diane, tot simplu angajat al companiei Procter&Gamble. A fost crescut în religia romano-catolică. Are doi frați, o soră mai mare, Tausha, și un frate geamăn, Michael, care a făcut un transplant de cord în copilărie. În liceu a practicat fotbalul american, iar fostul antrenor a declarat presei că era un talentat sportiv. Tot în liceu a jucat în mai multe piese de teatru. Kutcher i-a mărturisit lui David Letterman, în show-ul Late Night with David Letterman, că în acea perioadă își dorea să fie cât mai ocupat și să nu fie nevoit să ajungă acasă din cauza bolii fratelui său. Mai mult, datorită stresului, chiar a vrut să își pună capăt zilelor. Intervenția tatălui său a fost salvatoare, chiar în momentul în care voia să se arunce de la balconul spitalului unde era internat fratele său. Avea numai 13 ani atunci. Când avea 16 ani părinții lui au divorțat, iar stresul din familie s-a înrăutățit. În ultimul an de liceu, împreună cu verișorul său a vrut să fure bani de la școală, pățanie pentru care a fost condamnat la 180 de ore de muncă în folosul comunității și trei ani cu suspendare. Pentru acest lucru, și-a pierdut atât bursa, cât și prietena de atunci, iar colegii l-au privit foarte rezervat, ba chiar a fost ignorat. A urmat cursurile Universității din Iowa, unde a studiat biochimia, având marea dorință de a descoperi un tratament minune pentru fratele său. Aici a fost studentul problemă, dat afară din locuința sa pentru că era prea zgomotos și deranja ordinea publică. În același interviu, actorul a mărturisit că nu știe cum a supraviețuit acelei perioade pentru că în fiecare seară petrecea, iar din cauza alcoolului, de multe ori nu își mai amintea ce a făcut cu o seară în urmă. A lucrat într-un bar, de unde a fost recrutat pentru un concurs de modelling, pe care l-a câștigat, fiind trimis la o școală de modele la New York, acolo unde și-a descoperit pasiunea pentru actorie.

## Filmografie

### Filme
| An   | Film                          | Rol                  | Note        |
| ---- | ----------------------------- | -------------------- | ----------- |
| 1999 | Coming Soon                   | Louie                |             |
| 2000 | Down to You                   | Jim Morrison         |             |
| 2000 | Reindeer Games                | College Kid          |             |
| 2000 | Băi, care mi-ai șutit mașina? | Jesse Montgomery III |             |
| 2001 | Texas Rangers                 | George Durham        |             |
| 2003 | Just Married                  | Tom Leezak           |             |
| 2003 | My Boss's Daughter            | Tom Stansfield       |             |
| 2003 | Cheaper by the Dozen          | Hank                 | nemenționat |
| 2004 | Zbor de Fluture               | Evan Treborn         |             |
| 2005 | Guess Who                     | Simon Green          |             |
| 2005 | A Lot Like Love               | Oliver Martin        |             |
| 2006 | Bobby                         | Fisher               |             |
| 2006 | The Guardian                  | Jake Fischer         |             |
| 2006 | Open Season                   | Elliot               | Voce        |
| 2008 | What Happens in Vegas         | Jack Fuller          |             |
| 2009 | Spread                        | Nikki                |             |
| 2009 | Personal Effects              | Walter               |             |
| 2010 | Valentine's Day               | Reed Bennet          |             |
| 2010 | Killers                       | Spencer Aimes        |             |
| 2011 | No Strings Attached           | Adam Franklin        |             |
| 2011 | New Year's Eve                | Randy                |             |
| 2013 | Jobs                          | Steve Jobs           |             |

### Televiziune
| An            | Emisiune TV             | Rol                                                                  | Note                                                                   |
| ------------- | ----------------------- | -------------------------------------------------------------------- | ---------------------------------------------------------------------- |
| 1998–2006     | That '70s Show          | Michael Kelso                                                        | 184 de episoade Rol principal (Sezoanele 1–7) Rol secundar (Sezonul 8) |
| 2001          | Just Shoot Me           | Dean Cassidy                                                         | 1 episod                                                               |
| 2002          | Grounded for Life       | Cousin Scott                                                         | 1 episod                                                               |
| 2003–07, 2012 | Punk'd                  | Rolul său                                                            | Creator, gazdă, producător                                             |
| 2005          | Robot Chicken           | Michael Kelso, Michael Knight, Templeton 'Faceman' Peck, TiVo Addict | 3 episoade, voce                                                       |
| 2008          | Miss Guided             | Beaux                                                                | 7 episoade                                                             |
| 2011–2015     | Doi bărbați și jumătate | Walden Schmidt                                                       | Rol principal (Sezoanele 9-12)                                         |
| 2013          | Men at Work             | Eric The Fisherman                                                   | nemenționat; episodul „Long Distance Tyler”                            |

### Ca producător
| An              | Titlu                     | Rol                 | Note           |
| --------------- | ------------------------- | ------------------- | -------------- |
| 2003–2007, 2012 | Punk'd                    | Producător executiv | 79 episoade    |
| 2003            | My Boss's Daughter        | Co-producător       |                |
| 2004            | Zbor de Fluture           | Producător executiv |                |
| 2004            | You've Got a Friend       | Producător executiv | 8 episoade     |
| 2005–2008       | Beauty and the Geek       | Producător executiv | 48 de episoade |
| 2007            | Adventures in Hollyhood   | Producător executiv | 8 episoade     |
| 2007            | Miss Guided               | Producător executiv | 7 episoade     |
| 2007            | Game Show in My Head      | Producător executiv | 8 episoade     |
| 2007            | The Real Wedding Crashers | Producător executiv | 7 episoade     |
| 2007            | Room 401                  | Producător executiv | 8 episoade     |
| 2008            | Pop Fiction               | Producător executiv | 1 episoade     |
| 2008–2009       | Opportunity Knocks        | Producător executiv | 3 episoade     |
| 2009            | True Beauty               | Producător executiv | 4 episoade     |
| 2009            | The Beautiful Life        | Producător executiv | 5 episoade     |
| 2009            | Playboy de L.A.           |                     |                |
| 2010            | Killers                   | Producător executiv |                |
| 2012–2013       | Rituals                   | Producător executiv | 3 episoade     |
| 2013–prezent    | Forever Young             | Producător executiv | 6 episoade     |